# معركة أياكوتشو
كانت معركة أياكوتشو (بالإسبانية: Batalla de Ayacucho)‏, تلفظ بالإسبانية: ‎/baˈtaʎa ðe aʝaˈkutʃo/‏ مواجهة عسكرية حاسمة خلال حرب الاستقلال البيروفية. كانت هذه الأخيرة هي المعركة التي ضمنت استقلال بيرو وكفلت الاستقلال لبقية أمريكا الجنوبية. في بيرو تُعتبر نهاية حروب استقلال أمريكا الإسبانية، على الرغم من أن حملة المنتصر أنطونيو خوسيه دي سوكري، استمرت حتى عام 1825 في بيرو العليا وحصار حصون شيلوا وكالاو انتهى في عام 1826. يحتفل جيش البيرو بالذكرى السنوية لهذه المعركة.

## وصلات خارجية
- (بالإسبانية) Ayacucho República Aristocrática photo gallery